# Krajská hygienická stanice

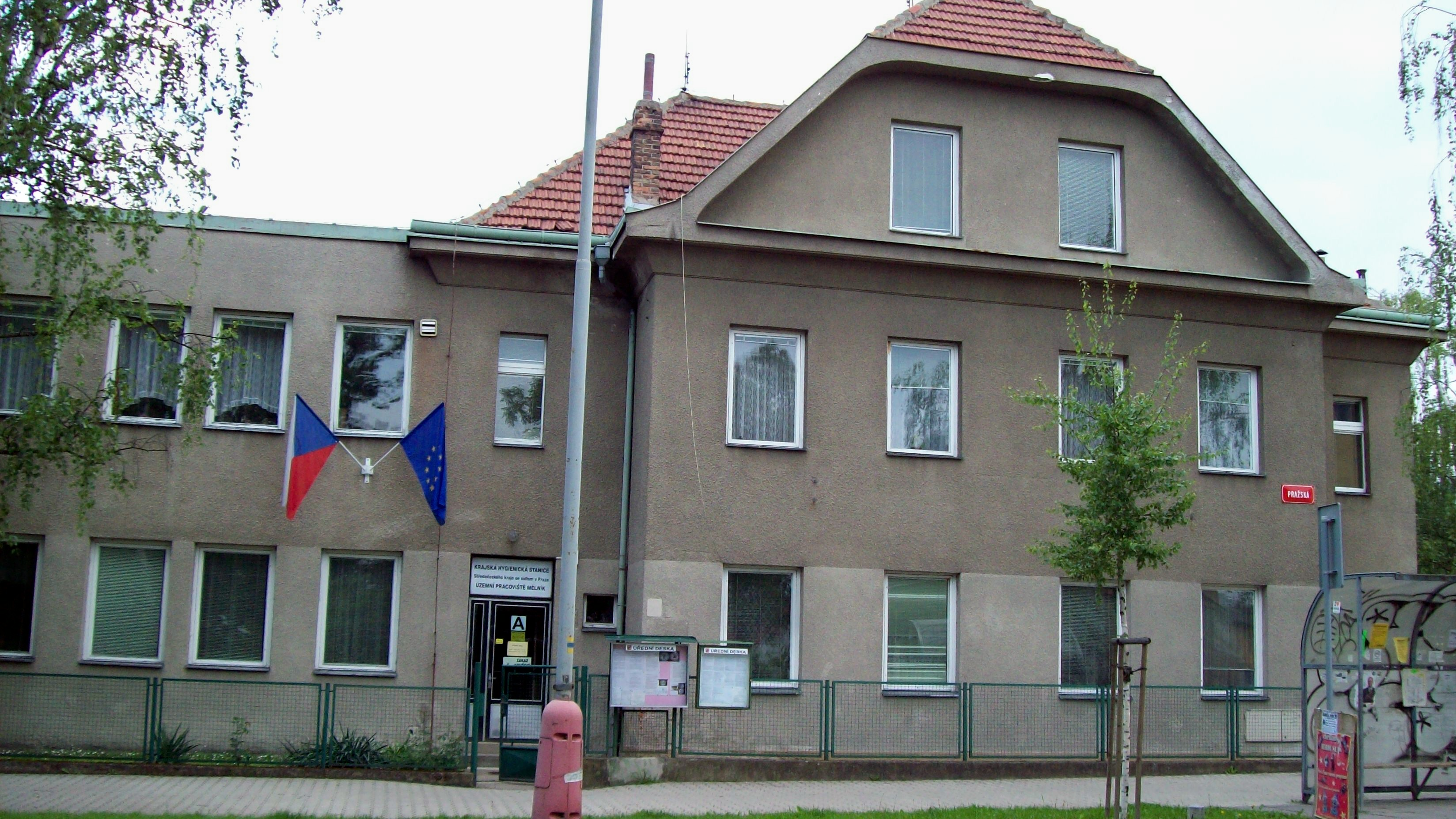
Hygienická stanice na Mělníku

Krajská hygienická stanice (KHS) je správní úřad zřízený na základě zákona č. 258/2000 Sb., o ochraně veřejného zdraví s účinností od 1. 1. 2003. KHS jsou organizačními složkami státu, zřizovatelem je Ministerstvo zdravotnictví České republiky.

## Historie
Zakladatelem hygieny v Česku byl Gustav Kabrhel (1857–1939), významný český lékař. V lednu roku 1899 byl jmenován prvním profesorem hygieny na lékařské fakultě české univerzity v Praze. V letech 1898 až 1927 byl přednostou Hygienického ústavu, který také založil (později Ústav hygieny a epidemiologie 1. lékařské fakulty UK). Zasloužil se o progresivní koncepci vybudování káranského vodovodu pro Prahu a jeho práce měly zásadní vliv na obrat v posuzování kvality pitné vody. Jaroslav Teisinger (1902-1985) byl zakladatelem českého pracovního lékařství, vybudoval první Kliniku nemocí z povolání a první Ústav pracovního lékařství v Československé republice.
Počátkem 50. let byla v Československu vybudována síť hygienických stanic, ve kterých Lékařská fakulta hygienická (dnešní 3. LF UK) vychovávala lékaře preventivních oborů. Zákon č. 4/1952 Sb., o hygienické a protiepidemické péči, definoval orgány hygienické a protiepidemické služby: hlavní hygienik, krajský hygienik a okresní hygienik. Později jej nahradil zákon č. 20/1966 Sb., o péči o zdraví lidu v § 34 a násl. S účinností od 1.1.2001 byly kompetence hygienických stanic vymezeny zákonem č. 258/2000 Sb. Do roku 2003 byly krajské hygienické stanice příspěvkovými organizacemi ministerstva zdravotnictví, okresní hygienické stanice se pak zřizovaly v sídlech okresních úřadů, a to jako příspěvkové nebo rozpočtové organizace okresního úřadu; jejich zřizovatelem byl okresní úřad. Městské hygienické stanice se pak nacházely ve městech Brno, Plzeň a Praha.
V roce 2003 se od hygienických stanic odštěpily Zdravotní ústavy (laboratoře), to jich bylo 14, v roce 2007 fakticky jenom sedm a od roku 2012 pouze dva.

## Kompetence
Kompetence KHS upravuje zákon č. 258/2000 Sb., a to zejména v § 82. Podle něj KHS náleží např. vydávat rozhodnutí, povolení, osvědčení a plnit další úkoly státní správy v ochraně veřejného zdraví včetně státního zdravotního dozoru, pokud není příslušné ministerstvo zdravotnictví. Dále má KHS za úkol vykonávat státní zdravotní dozor nad dodržováním zákazů a plněním dalších povinností stanovených přímo použitelnými předpisy Evropských společenství, tímto zákonem a zvláštními právními předpisy k ochraně veřejného zdraví včetně ochrany zdraví při práci před riziky plynoucími z fyzikálních, chemických a biologických faktorů pracovních podmínek, z nepříznivých mikroklimatických podmínek a z fyzické a duševní zátěže a nad souvisejícími pracovními podmínkami včetně vybavení pracovišť, a rozhodnutím nebo opatřením orgánu ochrany veřejného zdraví vydaným na základě těchto právních předpisů; státní zdravotní dozor nad ochranou zdraví při práci je státním odborným dozorem nad ochranou zdraví při práci ve smyslu zvláštního právního předpisu.

## Hlavní úkoly KHS
- Nařizuje a řídí opatření k předcházení vzniku a zamezení šíření infekčních onemocnění
- Ověřuje podmínky vzniku onemocnění pro účely posuzování nemocí z povolání
- Poskytuje informace o kvalitě vody pitné a vody určené ke koupání osob
- Provádí kontroly dodržování hygienických požadavků na venkovní hrací plochy
- Provádí kontroly na pracovištích zaměřené na dodržování požadavků stanovených předpisy na ochranu zdraví zaměstnanců při práci
- Provádí kontroly plnění hygienických požadavků stanovených provozním řádem v domovech důchodců, ústavech sociální péče a domech s pečovatelskou službou
- Provádí kontroly zařízení, ve kterých jsou prováděny činnosti epidemiologicky závažné (kosmetika, masáže, holičství, kadeřnictví, pedikúra, solária apod.)
- Provádí státní zdravotní dozor: 
  - nad osobní a provozní hygienou v prodejnách a výrobnách potravin, supermarketech, prodejnách drogerie a výrobnách kosmetiky
  - v provozovnách stravovacích služeb
  - v zařízeních sociálně výchovné činnosti (Dětské domovy, Ústavy sociální péče apod.)
  - v zařízeních společného stravování dětí a mladistvých
  - v zařízeních základních a středních škol, předškolních a školských zařízení
  - v oblasti předmětů běžného užívání
- Provozuje informační epidemiologické systémy, které se týkají výskytu infekcí
- Vyhlašuje nařízení při epidemii a nebezpečí jejího vzniku, při výskytu nebezpečných výrobků, při živelních pohromách a jiných mimořádných událostech
- Přijímá ohlášení zotavovací akce pro děti
- Přijímá podněty na porušování povinností v oblasti ochrany veřejného zdraví (nadměrný hluk, vibrace apod.)
- Přijímá žádosti o provedení zkoušky, provádí zkoušky znalostí hub
- Uplatňuje stanoviska k projektovým dokumentacím a kolaudacím staveb z hlediska ochrany veřejného zdraví včetně hodnocení a řízení zdravotních rizik

## Sídla a organizační struktura KHS
Na území ČR existuje celkem 14 KHS a to v jednotlivých samosprávných krajích. Krajská hygienická stanice, která působí ve správním obvodu hlavního města Prahy, se označuje jako Hygienická stanice hlavního města Prahy. Krajské hygienické stanice mohou dále s předchozím souhlasem Ministerstva zdravotnictví zřizovat a rušit svá uzemní pracoviště (dříve okresní hygienické stanice).
Hygienické stanice v krajích:
- Hygienická stanice hl. m. Prahy
- Krajská hygienická stanice Středočeského kraje
- Krajská hygienická stanice Jihočeského kraje
- Krajská hygienická stanice Plzeňského kraje Archivováno 22. 9. 2020 na Wayback Machine.
- Krajská hygienická stanice Karlovarského kraje
- Krajská hygienická stanice Ústeckého kraje
- Krajská hygienická stanice Libereckého kraje
- Krajská hygienická stanice Královéhradeckého kraje Archivováno 24. 10. 2010 na Wayback Machine.
- Krajská hygienická stanice Pardubického kraje
- Krajská hygienická stanice Kraje Vysočina
- Krajská hygienická stanice Jihomoravského kraje
- Krajská hygienická stanice Olomouckého kraje
- Krajská hygienická stanice Moravskoslezského kraje
- Krajská hygienická stanice Zlínského kraje

V čele krajské hygienické stanice stojí ředitel jmenovaný ministrem zdravotnictví na návrh hlavního hygienika. Co se dále týká vnitřní struktury KHS, pravidelně se zřizuje úsek odborných činností, úsek správní činností a úsek ekonomicko-provozních činností. Úseky se dále dělí na odbory (platí jen pro úsek odborných činností) a oddělení.